# The Football Association
The Football Association (The FA) er det øverste ledelsesorgan for fodbold i England samt kronbesiddelserne i Jersey, Guernsey og Isle of Man. Det blev grundlagt i 1863 og har en unik plads i fodboldens historie, da det er verdens ældste fodboldforbund. I dag sørger the FA bl.a. for administrationen af FA Cuppen og Englands fodboldlandshold.

## Overblik
The FA er medlem af UEFA og FIFA og har en fast plads i the International Football Association Board (IFAB). Modsat andre nationale fodboldforbund fremgår nationaliteten (engelsk) ikke af forbundets titel.
Alle Englands fodboldklubber er medlemmer af forbundet. Det er ansvarlig for udnævnelsen af ledelsen på Englands herre- og kvindelandshold og organiseringen af FA Cuppen. Selvom the FA ikke står for afviklingen af landets bedste fodboldrække, Premier League, har det vetoret ved udnævnelse af ligaens formand og administrerende direktør og ved ændringer af ligaens regler. The Football League, landets næstbedste liga, som består af The Championship, Football League One og Football League Two, er derimod helt selvstyrende.
Spillet administreres lokalt af 43 County Football Associations, som er tilsluttet the FA, men har ansvar for at organisere og afholde fodboldaktiviteter i deres egne områder. Jersey's, Guernsey's og Isle of Man's fodboldforbund er alle organiserede som County Football Associations under the FA. Et hierarki af ligaer opererer gennem hele spillet; hver tager ansvar for administrationen af deres egne aktiviteter, såsom registrering, medlemskab og kampprogram.
Dertil ejer og driver the FA både Wembley Stadium og National Football Centre (sidstnævnte er i øjeblikket under opbygning og forventes færdig i 2010).

## Historie
Før the FA holdt sit første møde på Freemasons' Tavern (frimurerkroen) i London den 26. oktober 1863, var der ingen alment accepterede fodboldregler. Dog havde de såkaldte Cambridge-regler, som i 1848 var blevet udarbejdet og offentliggjort af medlemmer af Cambridge Universitet, været i brug i et stykke tid. Dette regelsæt dannede grundlag for the FA's officielle regler. En række nordengelske klubber havde siden 1850'erne benyttet et andet sæt ved navn Sheffield-reglerne, men de blev også nødt til at indordne sig under forbundets vedtagede regler.
De stiftende klubber, som var til stede ved det første møde, var Barnes, Civil Service, Crusaders, Forest of Leytonstone (senere Wanderers), N.N. Club, det oprindelige Crystal Palace, Blackheath, Kensington School, Percival House, Surbiton og Blackheath Proprietary School. Charterhouse School sendte deres anfører B.F. Hartshorne, men afviste tilbuddet om at deltage. Mange af disse klubber er i dag enten gået i opløsning eller spiller rugby.
Ebenezer Cobb Morley spillede en vigtig rolle i skabelsen af the Football Association og moderne fodbold. Han var i 1862 en af stifterne af forbundet, og i 1863 skrev han til avisen Bell's life og foreslog et ledende organ for sporten, hvilket førte til dannelsen af forbundet. Morley var the FA's første sekretær (1863-66) og anden præsident (1867-74). Desuden udarbejdede han i sit hjem i London fodboldreglerne, som i dag er gældende i hele verden. Derfor betragtes han ofte som fodboldens "fader".
Den første revision af reglerne blev foretaget i løbet af seks møder, som blev afholdt på en pub fra oktober til december. Ved det sidste møde trak F.M. Campbell, repræsentanten fra Blackheath og den første kasserer i the FA, sin klub fra forbundet, da to planlagte regler blev henkastet. Disse regler havde henholdsvis betydet, at spillerne havde lov til at løbe med bolden i hænderne og at det var lovligt at forhindre en spiller i dennes løb ved at sparke over skinnebenet, spænde ben og holde fast i spilleren. Andre rugbyklubber fulgte med; de meldte sig ikke ind i the FA for i stedet i 1871 at grundlægge the Rugby Football Union. Det var ved denne splittelse, at begrebet "soccer" dukkede op.
En kamp, som skulle indvie the FA's nye regler, var planlagt til at finde sted i Battersea Park den 2. januar 1864, men entusiastiske medlemmer af forbundet kunne ikke vente til det nye år, og den 19. december 1863 spillede Morley's Barnes en eksperimentel hjemmekamp mod naboholdet Richmond (som ikke var medlem af the FA). Kampen endte uafgjort 0-0 og Richmond var tydeligvis ikke imponerede over reglerne i praksis. Efterfølgende bidrog de til dannelsen af the Rugby Football Union. Kampen i Battersea Park blev udskudt med en uge, så den blev spillet søndag den 9. januar 1864. Holdene, som kom til at tælle mange af den tids kendte fodboldspillere, blev udvalgt af præsidenten (Arthur Pember) og sekretæren (E.C. Morley).

## Økonomi
The FA's primære kommercielle aktiv er ejerskabet af rettighederne til engelske fodboldlandskampe og FA Cuppen. Omsætningen var i 2004 på 206,1 mio. pund, hvoraf 176,9 mio. kom fra radio- og tv-transmission og sponsorater. Blandt forbundets andre indtægtskilder er billetsalg ved engelske landskampe, betaling fra FIFA og UEFA ved deltagelse i internationale turneringer samt diverse mindre indkomster. The FA ejer det nye Wembley Stadium, som åbnede i 2006, via datterselskabet Wembley National Stadium Limited. Fra 2008 til 2012 har man sikret sig 425 mio. pund fra ITV og Sentanta Sports for rettigheder til at vise landskampe og FA Cup og 145 mio. pund for oversøiske tv-rettigheder. Det er stigninger på henholdsvis 42 og 272% i forhold til de forrige kontrakter.
The FA's indtægter inkluderer ikke omsætningen i engelske fodboldklubber, da disse er uafhængige virksomheder. Såvel som at holde gang i egne aktiviteter, vælger forbundet hvert år fem velgørenhedsorganisationer, som det giver en betydelig økonomisk støtte.

## Konkurrencer
The Football Association har ansvar for adskillige konkurrencer:
- FA Cup
- FA Trophy
- FA Vase
- FA Women's Cup
- FA Women's Premier League Cup
- FA Youth Cup
- FA Sunday Cup
- FA County Youth Cup
- FA Community Shield
- FA National League System Cup
- FA Futsal Cup

## Forbundets ledelse

### Præsidenter
- Arthur Pember (1863-1867)
- E. C. Morley (1867-1874)
- Major Sir Francis Marindin (1874-1890)
- Lord Kinnaird (1890-1923)
- Sir Charles Clegg (1923-1937)
- William Pickford (1937-1939)
- Alexander Cambridge, earl af Athlone (1939-1955)
- Prins Philip, hertug af Edinburgh (1955-1957)
- Prins Henry, hertug af Gloucester (1957-1963)
- George Lascelles, earl af Harewood (1963-1971)
- Prins Edward, hertug af Kent (1971-2000)
- Prins Andrew, hertug af York (2000-2006)
- Prins William af Wales (2006-)

### Formænd
- Sir Charles Clegg (1890-1937)
- A.G. Hines (1938)
- M. Frowde (1939-1941)
- Sir Amos Brook Hirst (1941-1955)
- Arthur Drewry (1955-1961)
- Graham Doggart (1961-1963)
- Joe Mears (1963-1966)
- Sir Andrew Stephen (1967-1976)
- Sir Harold Thompson (1976-1981)
- Sir Bert Millichip (1981-1996)
- Keith Wiseman (1996-1999)
- Geoff Thompson (1999-2008)
- Lord Triesman (2008-)

### Sekretærer
- E. C. Morley (1863-1866)
- R. W. Willis (1866-1868)
- R. G. Graham (1868-1870)
- Charles Alcock (1870-1895)
- Sir Frederick Wall (1895-1934)
- Sir Stanley Rous (1934-1962)
- Sir Denis Follows (1962-1973)
- E.A. Croker (1973-1989)

### Administrerende direktører
- Graham Kelly (1989-1998)
- David Davies (1998-2000)
- Adam Crozier (2000-2002)
- David Davies (2002-2003)
- Mark Palios (2003-2004)
- David Davies (2004-2005)
- Brian Barwick (2005-)